# Harry Turley
Pour les articles homonymes, voir Turley.
Joseph Henry Lewis Turley, dit Harry Turley, né le 24 avril 1859 à Gloucester et mort le 5 juin 1929 à Brisbane,, est un syndicaliste et homme politique australien.

## Biographie
Fils d'un artisan cordonnier, il naît dans le Gloucestershire en Angleterre, et travaille plusieurs années comme marin avant d'émigrer en Australie en 1879, travaillant comme docker à Brisbane, dans le Queensland. Membre du Syndicat des Dockers (Wharf Laborers' Union), il en devient à terme secrétaire puis président. En 1893 il est élu député de Brisbane-sud à l'Assemblée législative du Queensland, comme candidat du tout jeune Parti travailliste, fondé comme branche politique du mouvement syndical et ouvrier. Réélu en 1896, il perd son siège aux élections de mars 1899, mais le retrouve en remportant avec une avance de seulement trois voix l'élection partielle dans cette circonscription en juillet. En décembre, les travaillistes forment au Queensland le premier gouvernement ouvrier au monde, et le Premier ministre Anderson Dawson y nomme Harry Turley ministre de l'Intérieur, chargé à ce titre de toutes les mesures ayant trait « à la santé, à la protection sociale, aux gouvernements et tribunaux locaux, à la police et aux prisons, aux aborigènes, aux loisirs, et aux autres fonctions administratives intérieures ». Mais ce gouvernement minoritaire est immédiatement déchu par l'Assemblée avant d'avoir pu gouverner,,.
L'Australie est unifiée en fédération en 1901, et il se présente sans succès dans la circonscription d'Oxley aux élections législatives fédérales en mars. Battu aux élections du Queensland de 1902, il est élu au Sénat australien aux élections de 1903. Il est un sénateur assidu et « infatigable », parcourant le Queensland à vélo pour discuter avec les citoyens, notamment les ouvriers et les chômeurs. Il œuvre au Sénat pour améliorer et finaliser la politique de conciliation et d'arbitrage qui vise à améliorer et protéger les salaires et les conditions de travail des ouvriers. Il s'oppose à l'immigration asiatique, qu'il considère comme un moyen pour les employeurs de miner les acquis sociaux des ouvriers en faisant appel à une main d’œuvre étrangère à bas coût ; il soutient donc la politique de l'Australie blanche,.
À l'issue des élections fédérales de 1910, remportées par les travaillistes, Harry Turley est élu président du Sénat. Il est le premier travailliste à ce poste. De carrure « puissante », il maintient « une discipline ferme » au Sénat, mais provoque un bref scandale à son entrée en fonction en siégeant en habits ordinaires, refusant de porter la tenue coutumière du président. Il n'est pas reconduit à la présidence à l'issue des élections fédérales de 1913, son propre parti estimant par principe que nul ne devrait y exercer plus d'un seul mandat. Redevenu ainsi simple sénateur d'arrière-ban, il est un parlementaire très actif durant les législatures 1913-1914 et 1914-1917. Durant la Première Guerre mondiale, il s'oppose à la conscription voulue par le Premier ministre travailliste Billy Hughes et qui déchire le parti,. 
Il perd son siège aux élections de 1917 et retourne à la vie active ordinaire : employé dans l'administration portuaire de la marine marchande du Queensland jusqu'en 1921, puis magasinier jusqu'à la fin de sa vie. Il s'écroule et meurt subitement dans une rue de Brisbane en 1929, à l'âge de 70 ans.